# Italjap
Italjap is een historisch motorfietsmerk.
Dit Italiaanse bedrijf werd in 1950 opgericht en produceerde korte tijd lichte motorfietsen met 125 cc blokken van JAP.